# ギター少女!
『ギター少女!』（ギターしょうじょ）は、株式会社ランティスとLMD株式会社によるiPhone/iPod touch専用アプリ。2011年12月30日より配信中。2012年2月20日よりモバイル向けアニメーション配信の資金を募っていたが、同年4月13日に正式に中止となった。

## キャラクター
御茶水 エリカ（おちゃのみず エリカ）
声 - 小倉唯
キャラクターデザイン - 渡辺敦子

## スタッフ
- キャラクターボイス：小倉唯
- キャラクターデザイン：渡辺敦子
- 音楽プロデューサー：伊藤善之
- 音楽A.R：木皿陽平
- 音楽ディレクター：佐藤純之助
- 企画・プロデューサー：村濱章司
- 開発ディレクター：榊正宗（応援団長）
- プログラマー：橋本立郎、藤井涼平
- デザイン・Web制作：松浦あすか
- 3Dモデリングベース：

由治（ポリゴン村／フロントウイング）
kur（ポリゴン村／フロントウイング）
キャバ倉小十朗（ポリゴン村／フロントウイング）
- モーション：堀正太郎
- BGM：宗形勇輝
- 制作進行・広報：間進吾
- 背景ロケハン協力：中本和宏（スタジオミルスキ）
- PR協力：蓑田洋平
- スペシャルサンクス：田澤太陽、葛谷健一
- CMアニメ：LMD株式会社
- アプリ製作：LMD株式会社、株式会社ランティス